# Moleskin (tkanina)

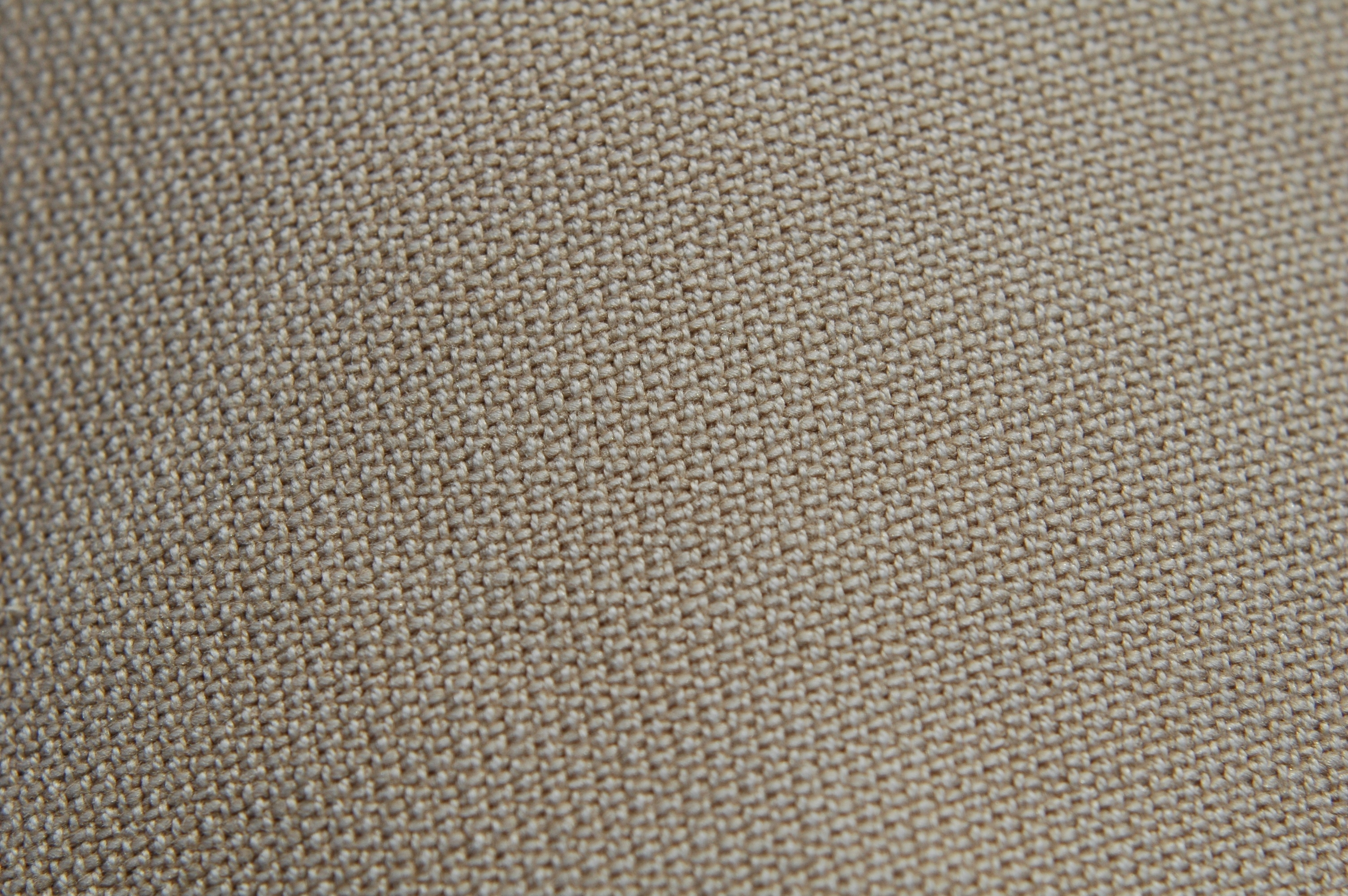
Niemiecki moleskin

Moleskin – tkanina bawełniana (100%) imitująca skórę, gęsta, gruba ale miękka, mocna, ze splotem atłasowym, z wierzchu drapana i strzyżona, przez co podobna do aksamitu, trudno przemakalna.

## Zastosowanie
- wersja cieńsza, tzw. skóra angielska – odzież chłopięca, sportowa, spodnie i kombinezony robocze
- wersja grubsza, tzw. skóra niemiecka – obicia siedzeń samochodowych
- wierzchnie części butów
- płótno introligatorskie – przy ręcznym oprawianiu książek często używanych, stosowane głównie na grzbiety (tkanina z wierzchu o splocie satynowym, gładka, od spodu zmechacona)
- odzież robocza[2]